# Campeonato Europeu de Ginástica Artística de 1959
O Campeonato Europeu de Ginástica Artística de 1959 teve suas competições femininas realizadas em Cracóvia, Polônia, e as masculinas em Copenhagen, Dinamarca.

## Eventos
- Individual geral masculino
- Solo masculino
- Barra fixa
- Barras paralelas
- Cavalo com alças
- Argolas
- Salto sobre a mesa masculino
- Individual geral feminino
- Trave
- Solo feminino
- Barras assimétricas
- Salto sobre a mesa feminino

## Medalhistas
| Evento              | Ouro                                 | Prata                         | Bronze                                 |
| Masculino           |                                      |                               |                                        |
| Individual geral    | URS Yuri Titov                       | URS Pavel Stolbov             | FRG Philipp Furst                      |
| Solo                | SUI Ernst Fivian                     | SWE William Thoresson         | URS Yuri Titov                         |
| Cavalo com alças    | URS Yuri Titov                       | FIN Eugen Ekman               | FRG Philipp Furst                      |
| Argolas             | URS Yuri Titov                       | URS Pavel Stolbov             | BUL Velik Kapsatschov FIN Otto Kestola |
| Salto sobre a mesa  | URS Yuri Titov SWE William Thoresson | nenhum                        | SUI Ernst Fivian                       |
| Barras paralelas    | URS Yuri Titov                       | TCH Ferdinand Danis           | URS Pavel Stolbov                      |
| Barra fixa          | URS Pavel Stolbov                    | URS Yuri Titov                | SWE Jan Cronstedt                      |
| Feminino            |                                      |                               |                                        |
| Individual geral    | POL Natalia Kot (37.833)             | ROU Elena Teodorescu (37.767) | ROU Sonia Iovan (37.400)               |
| Salto sobre a mesa  | POL Natalia Kot (19,010)             | TCH Vera Caslavska (18.967)   | GDR Ingrid Fost (18,934)               |
| Barras assimétricas | URS Polina Astakhova (19,467)        | ROU Elena Teodorescu (19,232) | GDR Ingrid Fost (19,034)               |
| Trave               | TCH Vera Caslavska (19,166)          | ROU Sonia Iovan (18,867)      | POL Natalia Kot (18,800)               |
| Solo                | URS Polina Astakhova (19,400)        | URS Tamara Manina (19,200)    | TCH Eva Bosáková (19,100)              |

## Quadro de medalhas
| Ordem | País               | Medalha de ouro | Medalha de prata | Medalha de bronze |    |
| ----- | ------------------ | --------------- | ---------------- | ----------------- | -- |
| 1     | União Soviética    | 8               | 4                | 2                 | 14 |
| 2     | Polónia            | 2               |                  | 1                 | 3  |
| 3     | Checoslováquia     | 1               | 2                | 1                 | 4  |
| 4     | Suécia             | 1               | 1                | 1                 | 3  |
| 5     | Suíça              | 1               |                  | 1                 | 2  |
| 6     | Roménia            |                 | 3                | 1                 | 4  |
| 7     | Finlândia          |                 | 1                | 1                 | 2  |
| 8     | Alemanha Ocidental |                 |                  | 2                 | 2  |
| 8     | Alemanha Oriental  |                 |                  | 2                 | 2  |
| 10    | Bulgária           |                 |                  | 1                 | 1  |
| TOTAL | TOTAL              | 13              | 11               | 13                | 37 |